# Campeonato Capixaba de Futebol Feminino de 2010
O Campeonato Capixaba Feminino de 2010 foi a primeira edição do campeonato de futebol feminino do Espírito Santo. A competição foi organizada pela Federação de Futebol do Estado do Espírito Santo (FES). Com início em 5 de maio e término em 7 de agosto reunindo dez equipes. A equipe campeã, Vila Nova, garantiu vaga na Copa do Brasil de Futebol Feminino de 2010.

## Regulamento
Na Primeira Fase as 10 equipes são divididas na Chave A e Chave B que jogam entre si em dois turnos dentro da mesma chave. As duas melhores de cada chave classificam-se às Semifinais com o primeiro colocado de uma chave contra o segundo colocado da outra chave. Os vencedores classificam-se à Final. As Semifinais e a Final são disputadas em partida única com mando de campo da melhor equipe classificada.